# Mirage Rock
Mirage Rock é o quarto álbum de estúdio da banda Band of Horses, lançado a 18 de Setembro de 2012.

## Faixas
1. "Knock Knock" — 3:58
2. "How to Live" — 3:27
3. "Slow Cruel Hands of Time" — 3:50
4. "A Little Biblical" — 2:54
5. "Shut-in Tourist" — 4:09
6. "Dumpster World" — 3:43
7. "Electric Music" — 3:32
8. "Everything's Gonna Be Undone" — 3:19
9. "Feud" — 2:56
10. "Long Vowels" — 3:43
11. "Heartbreak 101" — 4:01